# Legal Agenda
Legal Agenda est une organisation non gouvernementale à but non lucratif fondée en 2009 à Beyrouth, qui se donne pour mission de promouvoir l'Etat de droit au Liban,, de surveiller le fonctionnement des institutions judiciaires, administratives ainsi que les pratiques législatives, dans le but d'évaluer leur adéquation aux principes du droit. L'ONG mobilise un groupe de juristes, de chercheurs et d'activistes qui traitent des droits politiques, civils, sociaux et économiques au Liban et en Tunisie.

## Organisation et objectifs
Depuis 2011 Legal Agenda publie un magazine mensuel qui porte son nom ainsi que des études sur son site en arabe et en anglais, sur le thème du rapport entre la société et le droit. 
En 2014 l'ONG lance un observatoire de la justice, appelé «  L’Observatoire Civil pour l’Indépendance et la Transparence du Pouvoir Judiciaire », qui surveille les procès, cherche à défendre les citoyens en leur offrant les moyens d'affirmer leur droit à un procès équitable et de documenter les violations de ce droit - en particulier pour les citoyens appartenant à des groupes marginalisés. L'Observatoire s'adresse également aux juges et aux avocats pour les défendre contre les pressions exercées contre eux.
En mai 2024 Legal Agenda lance en ligne le site Lapoleb.com qui « suit et analyse les actions du Parlement et de chacun de ses membres » pour permettre aux citoyens de se renseigner sur les activités législatives des députés. Lapoleb est la contraction de « Legal Agenda parliament observatory » (Observatoire parlementaire de Legal Agenda). Le site fait état des projets de lois soumis à l'examen du Parlement, des lois récemment adoptées, des questions au gouvernement posées par les députés ou des groupes parlementaires. Le site consigne les jours de présence des députés aux séances parlementaires et de nombre de propositions de lois qu'ils ont  déposées. Il livre des analyses sur certains projets de lois.
Legal Agenda est présidé par l'avocat Nizar Saghieh . Il compte parmi ses fondateurs le chercheur Samer Ghamroun.

## Action en justice
En 2022 l'organisation Legal Agenda dépose un recours devant le Conseil d’État pour faire annuler la décision du ministre de l'Intérieur Bassam Maoulaoui d'interdire les rassemblements qui "encouragent l'homosexualité".

## Récompense
Legal Agenda est distingué en 2020 par le Tang Prize (en) pour l'Etat de droit. L'organisation The Legal Agenda est créditée à cette occasion d'une approche pionnière et d'une contribution notable au renforcement de l'indépendance de la justice grâce à un suivi du système judiciaire et à l'élaboration d'un projet de loi sur l'indépendance du système judiciaire. Legal Agenda «s 'efforce d'aider la population à devenir plus réceptive au processus de renforcement des capacités en matière de connaissances juridiques, un processus qui peut aiguiser la conscience publique de l'utilisation des moyens juridiques pour changer la société ». Enfin Legal Agenda lutte pour une meilleure protection des travailleurs migrants, des réfugiés, de la communauté LGBT et des familles des victimes de disparition forcée.